# Barind
Il Barind, noto anche come Barind Tract, è una regione geografica che comprende parte del Bangladesh nord-occidentale e del Bengala Occidentale centro-settentrionale (India). È situato alla confluenza tra il Padma superiore (Gange) e lo Jamuna (il nome dato al Brahmaputra nel Bangladesh) e confina con le pianure alluvionali del fiume Mahananda a ovest e del fiume Karatoya a est - affluenti, rispettivamente, del Padma superiore e dello Jamuna. Il Barind è una regione relativamente elevata e ondulata, con suoli argillosi rossastri e giallastri. La sua superficie è incisa da profonde gole e suddivisa in sezioni separate dal fiume Atrai e da uno dei suoi affluenti a est. Gli appezzamenti agricoli sono comunemente irrigati e situati tra tratti di terra incolta e boscaglia. Il riso è il raccolto principale, ma vengono coltivati anche grano, senape, legumi e palme di Palmira (genere Borassus).
A est e a sud-est del Barind è situato il bacino dell'Atrai inferiore (bacino di Bhar), una vasta area di pianura acquitrinosa che si allaga completamente durante la stagione delle piogge; gli insediamenti qui devono essere eretti su palafitte o costruiti su tumuli di terra. I terreni fertili di questa regione sono particolarmente adatti alla coltivazione del riso.